# Holdfény és halászbárkák Camaret-nél
A Holdfény és halászbárkák Camaret-nél Maximilien Luce francia neoimpresszionista festő 1894-es alkotása.
A festmény a bretagne-i Camaret halászkikötőjét ábrázolja éjszaka. A képen a csónakok ismétlődő geometriai formáknak tűnnek azáltal, hogy a művész valamennyit ugyanazon dőlésszögben festette meg. A hold intenzív sárgáját az ég, a bárkák, a szárazföld és a tenger kékjei és lilái ellensúlyozzák. Maximilien Luce 1887-ben kezdett kísérletezni a pointillizmussal, amelynek elismert mesterévé vált. A festmény a Saint Louis Art Museum gyűjteményének része.